# Sad al-Abd Allah as-Salim as-Sabah
Sad al-Abd Allah as-Salim as-Sabah, arab. سعد العبد الله السالم الصباح  (ur. 1929 w Kuwejcie, zm. 13 maja 2008 tamże) – emir Kuwejtu od 15 do 24 stycznia 2006, zdetronizowany przez parlament.

## Zarys biografii
Syn emira Kuwejtu Abd Allaha III. Po ukończeniu szkół w Kuwejcie podjął służbę w policji, dochodząc do wysokich stopni oficerskich. Odbył m.in. kurs policyjny w londyńskim College Hendon. Po opuszczeniu Kuwejtu przez Brytyjczyków został w 1962 wyznaczony na stanowisko ministra spraw wewnętrznych, był również później ministrem obrony. W 1978 został wyznaczony następcą tronu oraz powołany na stanowisko premiera przez swojego kuzyna, emira Kuwejtu Dżabira as-Sabaha. Rządem kierował do lipca 2003. W styczniu 2006 po śmierci emira Dżabira objął tron. Jednak już po dziesięciu dniach, ze względu na zły stan zdrowia (m.in. nowotwór jelita grubego), zdecydował się – po konsultacjach z rodziną panującą – abdykować. Jednocześnie odwołał go z funkcji głowy państwa parlament.
Stan zdrowia szejka Sada (który w pogrzebie emira Jabira uczestniczył na wózku inwalidzkim) budził już wcześniej obawy co do możliwości przejęcia przez niego władzy. Istniały spekulacje, że podobnie jak wcześniej funkcja premiera, tak i tytuł następcy tronu przejdzie na kuzyna Sada, a brata przyrodniego Dżabira, szejka Sabaha. Spekulacje te zostały ucięte oświadczeniem szejka Sada w listopadzie 2005, ale ostatecznie rzeczywiście władzę po krótkim panowaniu Sada przejął szejk Sabah.